# توتنكوبف

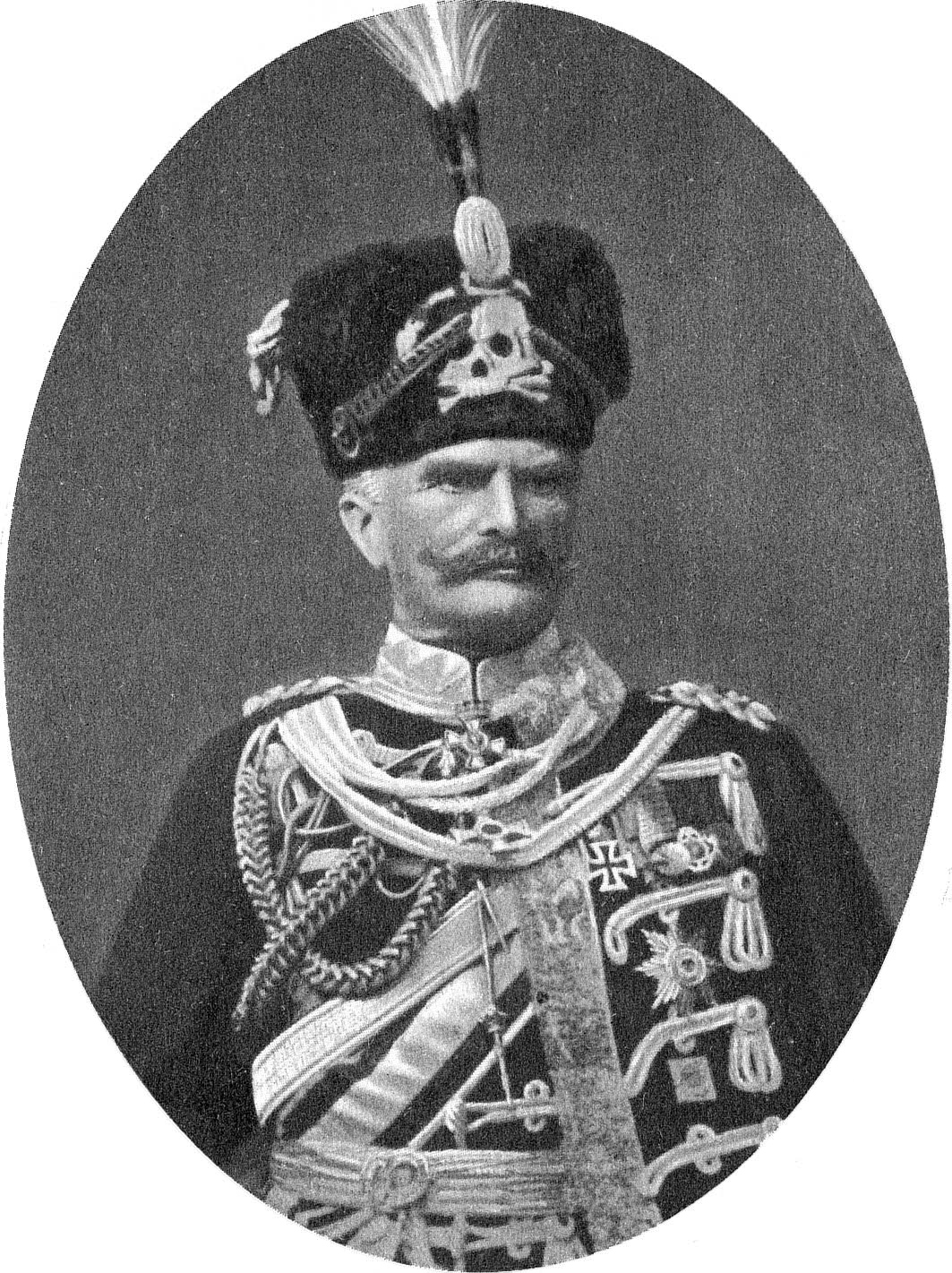
أوجوست فون ماكينسن، المشير الألماني في لباس كامل هوسار قبل عام 1914، مع Totenkopf على بلده الفراء بوسبي

توتنكوف Totenkopf (أي الجمجمة، حرفيًا «رأس الموتى») هي الكلمة الألمانية لرمز الجمجمة وعظمتين متقاطعتين (أو «رأس الموت»). يمثل رمز «الجمجمة وعظمتين متقاطعتين» رمزًا دوليًا قديمًا للموت، أو تحدي الموت أو الخطر أو الموتى وكذلك القرصنة. تكون عادةً على شكل جمجمة بشرية بفك سفلي أو بدونه، وغالبًا ما تتضمن عظام طويلة (عظم الفخذ)، وغالبًا ما يتم تصويرها مع وجود عظمتين متقاطعتين خلف جزء من الجمجمة.
يرتبط مصطلح Totenkopf عادة بالاستخدام العسكري الألماني في القرنين التاسع عشر والعشرين.

## الجيش الألماني

### برونزويك
في عام 1809 أثناء حرب التحالف الخامس، قام فريدريك ويليام، دوق برونزويك-وولفنبوتل بتطوير قوة من المتطوعين لمحاربة نابليون بونابرت، الذي غزا أراضي الدوق. تم تزويد فيلق برونزويك بالزي الأسود، مما أدى إلى تلقيبهم بالسود، وهو برونزويكشير الأسود. ارتدى كل من سلاح الفرسان والمشاة في القوة شارة توتنكوف، إما في الحداد على والد الدوق، تشارلز ويليام فرديناند ، دوق برونزويك-ولفنبوتل، الذي قُتل في معركة يينا-أويرستيدت في عام 1806، أو وفقًا لبعض المصادر كدليل على الانتقام من الفرنسيين. بعد القتال في طريقهم عبر ألمانيا، دخل Black Brunswickers الخدمة البريطانية وقاتلوا معهم في حرب شبه الجزيرة وفي معركة واترلو. تم دمج فيلق برونزويك في النهاية في الجيش البروسي في عام 1866.

### الإمبراطورية الألمانية
استمر استخدام مصطلح الجمجمة من قبل القوات المسلحة البروسية وبرونزويك حتى عام 1918، واستخدم بعض قوات الصدمة الألمانية -التي قادت الهجمات الألمانية الأخيرة على الجبهة الغربية في عام 1918- شارات الجمجمة. القوات الجوية الألمانية القيصرية طياري المقاتلات غورغ فون هانتلمان  وكورت أدولف مونينغتون  ليسو سوى اثنين من الطيارين العسكريين من القوى المركزية الذين استخدموا توتنكوف.

### فايمر الجمهورية
تم استخدام توتنكوف في ألمانيا طوال فترة ما بين الحربين، وكان أكثرها شهرة من قبل فرايكوربس. في عام 1933، كان قيد الاستخدام من قبل موظفي الفرقة الأولى والخامسة وأسراب ال11 من الدفاع الوطنية فوج الفرسان الخامس' استمرارا للتقليد المتبع في Kaiserreich.

### ألمانيا النازية
في الأيام الأولى للحزب النازي، أعاد يوليوس شريك، زعيم Stabswache (وحدة الحرس الشخصي لأدولف هتلر) إحياء استخدام توتنكوف كشعار للوحدة. نمت هذه الوحدة لتصبحشوتزشتافل (SS)، والتي استمرت في استخدام توتنكوف كشارات طوال تاريخها. يترجم اسم وحدات الجماجم، وهو قسم من قوات الأمن الخاصة التي تدير معسكرات الاعتقال ومعسكرات الموت، مباشرة إلى «وحدات رأس الموتى». وفقًا لكتابة كتبها زعيم الرايخ إس إس هاينريش هيملر، كان لـ توتنكوف المعنى التالي: 
- الإصدار الأول من SS-Totenkopf ؛ المستخدمة من 1923 إلى 1934
- الإصدار الثاني من SS-Totenkopf. المستخدمة من 1934 إلى 1945
- Junkers Ju 88 of كامفكشفادا 54 (KG 54) in France، November 1940
- النسخة "المستقلة" من شارة وحدة الموتى الخاصة بجناح WW II Luftwaffe KG 54
- الألمانية بانزر totenkopf

## استخدام تجاري
- شعار كريس انترناشونال، شركة تدريب عسكري أسسها كريس كايل
- Wilhelm "Deathshead" Strasse، وهو خصم رئيسي في سلسلة Wolfenstein
- توضع أحيانًا داخل دائرة بجوار رقم 6 لتمثيل الموت في يونيو

## استخدامات أخرى
في الولايات المتحدة، غالبًا ما يتم استخدام رمز الجمجمة وعظمتين متقاطعتان للإشارة إلى مادة سامة.